# Turulung, Satu Mare
Turulung (în maghiară Túrterebes, în ucraineană Теребіш, transliterat: Terebiș) este satul de reședință al comunei cu același nume din județul Satu Mare, Transilvania, România.

## Istoric
Primele urme de locuire de pe teritoriul comunei aparțin epocii vechi a pietrei, găsite cu precădere în viile de pe Dealul Mic. În apropierea malului râului Tur a fost cercetată prin săpături arheologice o așezare din epoca târzie a bronzului. În secolul al XIX-lea pe teritoriul localității Turulung au fost descoperite două topoare de piatră care în anul 1899 au fost transferate în colecția Muzeului Național Maghiar din Budapesta.
Din punct de vedere al atestării documentare, Turulungul este consemnat pentru prima dată în documente în anul 1216, când în documentul de hotărnicie a moșiei Micula  este menționat drumul care se îndreaptă spre Terebes.
În anul 1250, regele Ungariei, Bela al IV-lea, donează moșia Turulung lui Erne din neamului Akos drept recunoștință pentru vitejia nobilului în luptă cu tătarii. În 1315 moșia își schimbă din nou proprietarul, fiind donată lui Toma, strămoșul familiei Janki, comite de Bereg și Ugocea.
În 1550 Turulungul primește dreptul de a ține târg de patru ori pe an, localitatea devenind astfel un centru zonal. Drept urmare, va crește și numărul locuitorilor, în 1574 la Turulung fiind consemnate 68 familii de iobagi, 1 jude, 19 familii caracterizate drept sărace respectiv 14 familii scutite de plata impozitului.
În a doua parte a secolului al XVII-lea, Turulungul a suferit invazia turcilor conduși de Ali Pașa.
Tot din secolul al XVII-lea avem și primele date etno-demografice ale localității. Rutenii formau o bună parte a locuitorilor, constituind 40% în 1689. Populația ruteană va fi asimilată treptat astfel încât în 1862 majoritatea locuitorilor vorbeau limba maghiară.
În 1762, la inițiativa familiei Perenyi, sunt colonizate 28 de familii germane cu scopul de a crește numărul romano-catolicilor din Turulung.
Primul război mondial a lăsat puține pagube materiale la Turulung fapt ce nu se poate spune despre cea de-a doua conflagrație mondială când localitatea a fost puternic bombardată. În 1945 populația germană din Turulung a fost deportată în lagărele de muncă din Uniunea Sovietică.

## Clădiri istorice
- Castelul Perényi

## Personalități
- Ferenc Cserháti (1947–2023), episcop romano-catolic auxiliar al Arhiepiscopiei de Esztergom-Budapesta
- Eugen Schönberger (n. 18 iunie 1959), episcop romano-catolic de Satu-Mare